# Musée historique de la ville de Strasbourg

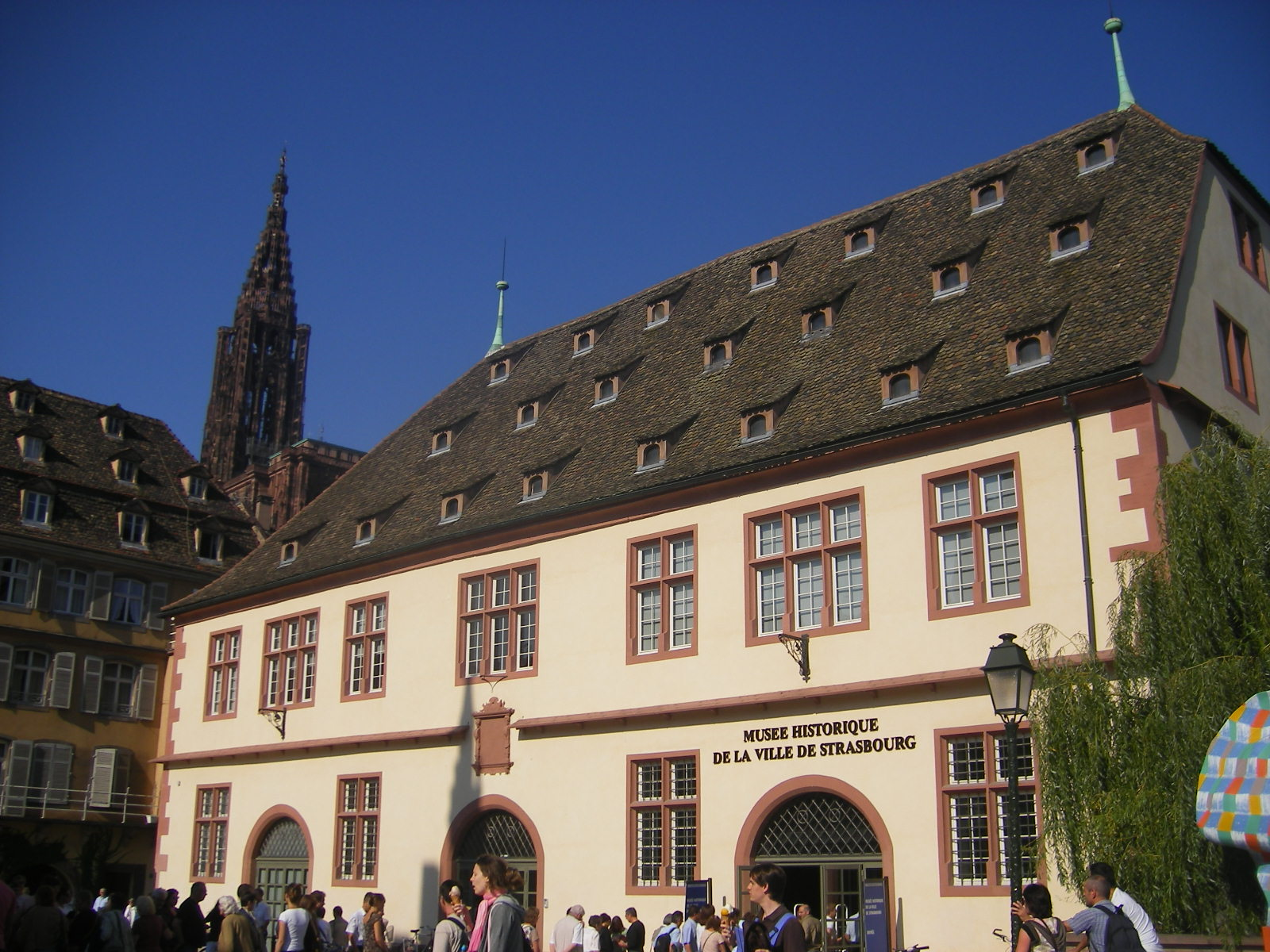

Het Musée historique de la ville de Strasbourg is een museum in het Franse Straatsburg. Het historisch museum van de stad Straatsburg is gelegen aan de rue du Vieux-Marché-aux-Poissons. Het museum is gevestigd in de oude vleeshal uit 1587. In 2013 heropende het gerestaureerde museum de deuren. In het museum wordt de geschiedenis van de stad uit de doeken gedaan van de middeleeuwen tot de oprichting van de Europese instellingen in Straatsburg. Topstuk is het plan-relief de Strasbourg, een maquette van de stad die gemaakt werd tussen 1725 en 1728 in opdracht van Lodewijk XV van Frankrijk.